# Kurier Tomaszowski
Kurier Tomaszowski – czasopismo lokalne wydawane w języku polskim dla mieszkańców Tomaszowa Mazowieckiego. Wychodziło trzy razy w tygodniu „co wtorek, piątek i niedzielę”. Pierwszy numer ukazał się 16 stycznia 1921 roku, ostatni najprawdopodobniej 6 lutego 1921 roku. Ogółem ukazało się prawdopodobnie 10 numerów. 
„Kurier Tomaszowski” był pierwszym polskojęzycznym czasopismem o zasięgu lokalnym wydawanym w niepodległej Polsce. Zawierał wiele informacji politycznych i tekstów o znaczeniu patriotycznym. Na jego łamach pojawiały się felietony, tłumaczenia i utwory poetyckie autorów lokalnych, m.in. Henryka Kamińskiego, Heleny Landsberg, G. Morgenszterna, R. Podkowieckiej, Kazimiery Pruskiej, Emilii Topas.    
Czasopismo powstało z inicjatywy dwóch tomaszowskich patriotów zwolnionych z wojska po zakończeniu wojny polsko-sowieckiej: Henryka Kamińskiego (1900–1924), podporucznika 3 Pułku Ułanów Śląskich, i Zygmunta Hirszhorna (1900-1921). Redaktorem naczelnym był Adolf Henryk Rozenfarb-Różycki, wydawcą Władysław Landsberg, adwokat i przemysłowiec tomaszowski. 
Czasopismo było drukowane w zakładzie Feliksa Pruskiego. Cena jednego egzemplarza wynosiła 5, potem 6 marek. 